# 말단충격

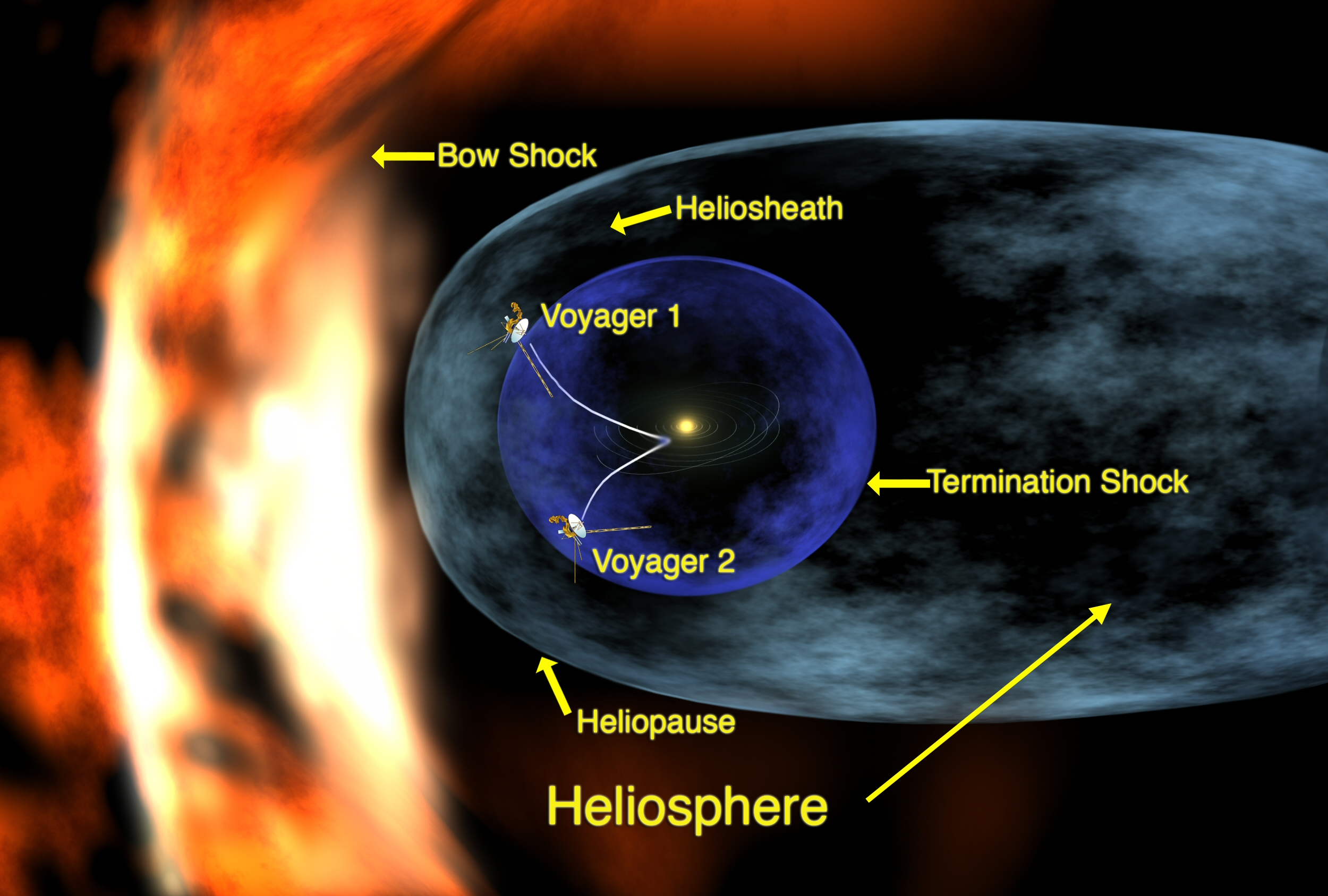
구 모델 (혜성 모양)

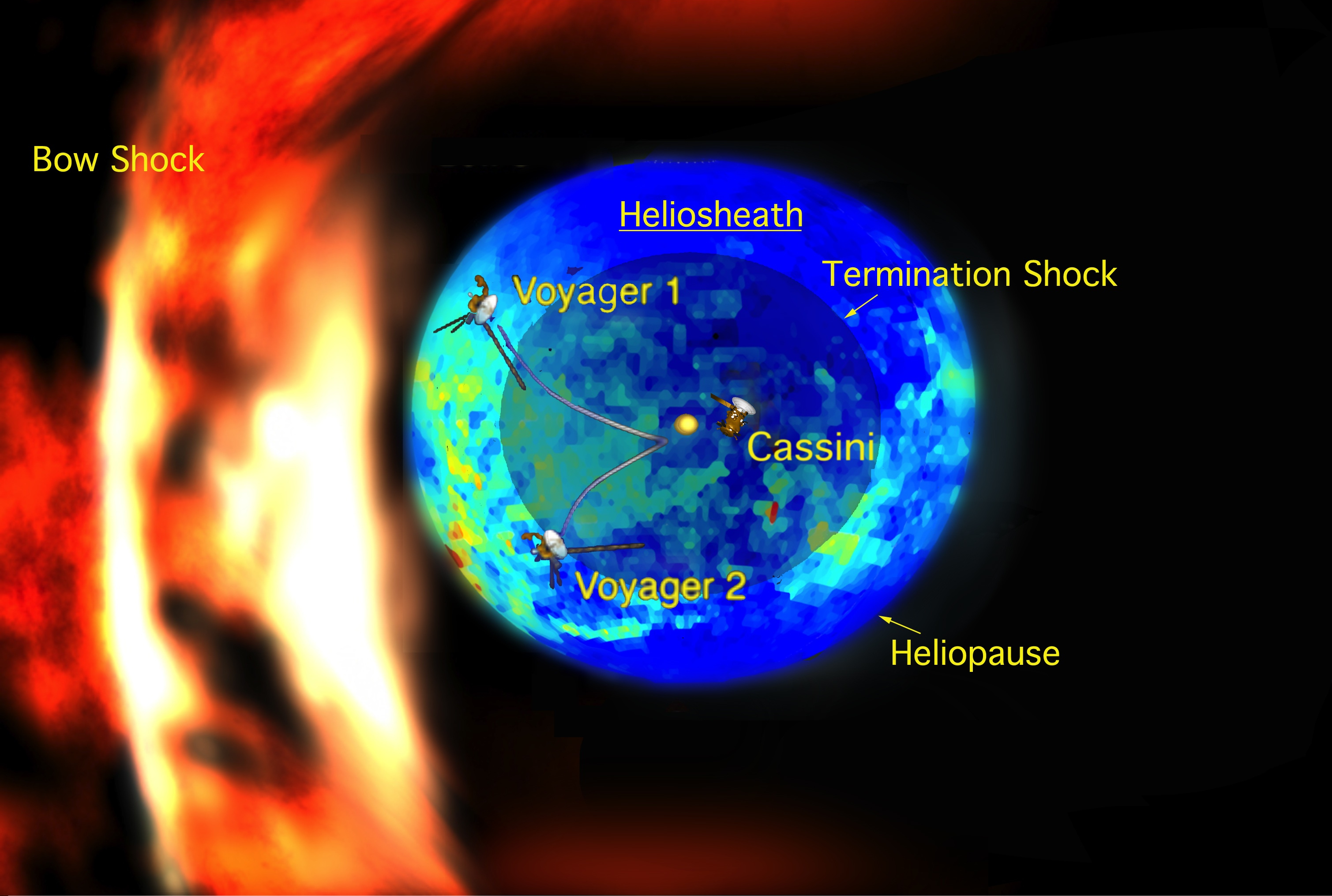
신 모델 (꼬리 없음, 비눗 방울 모양) 뱃머리 충격파가 보이지 않게 되어서 이 사진은 2012년 부터 쓸모 없게 되었다.

천문학에서의 말단 충격(Termination Shock)이란, 태양 영향력의 한계를 구분을 짓는 경계의 일종이다. 이 경계면은 초음속이던 태양풍 입자가 은하의 성간매질과의 충돌에 의해 아음속으로 떨어지는 지점이다. 이러한 충돌은 압축, 가열, 그리고 자기장의 변화를 유도한다. 말단 충격은 태양으로부터 100 AU 정도일 것이라고 추측된다. 하지만 태양 플레어 활동에 따라, 즉 태양으로부터의 가스나 먼지 방출의 변화에 따라 그 거리는 크게 변하는 것으로 생각된다.
말단 충격이 발생하는 이유는 태양풍 입자의 속도는 400 km/s인 반면, 매질에서의 전파 속도는 50 km/s이기 때문이다(충격파 문서를 참조). 비록 매우 낮은 밀도 일지라도 성간 매질은 일정한 압력을 지니고 있다. 반면 태양으로부터 나오는 태양풍의 압력은 강하기는 해도, 거리가 멀어질수록 급격히 약해진다. 즉 태양으로부터 충분히 먼 곳에서, 성간 매질의 압력은 태양풍을 느리게 만들 수 있다. 태양풍은 아음속으로 떨어지며, 이는 충격파, 즉 말단 충격을 형성한다.

## 보이저 1호의 밀단 충격 통과 사건
2005년 5월 미국 지구 물리 연맹의 회의에서 에드 스톤 박사는 보이저 1호가 2004년 12월 말단 충격을 통과했다는 자기 기록을 제시하였다.

## 같이 보기
- 뱃머리 충격파
- 태양권계면
- 태양플레어
- 헬리오시스